# Robert Grant Aitken
Robert Grant Aitken (Jackson (Califórnia), 31 de dezembro de 1864 — Berkeley (Califórnia), 29 de outubro de 1951) foi um astrônomo americano.
Aitken  trabalhou no Observatório Lick na Califórnia. Estudou sistematicamente estrelas binárias, calculando suas posições e suas órbitas. Criou um catálogo considerável destas estrelas, que foi publicado com o nome de New General Catalogue of Double Stars Within 120o of the North Pole, com as informações das órbitas, possibilitando a outros astrônomos estimar a massa de um número significante de estrelas.

## Prémios e honrarias
- 1906 - Prêmio Lalande[2]
- 1926 - Medalha Bruce[3]
- 1932 - Medalha de Ouro da Royal Astronomical Society[4]
- 1934 - Medalha Rittenhouse[5]